# 715
715 (DCCXV na numeração romana) foi um ano comum do século VIII, do Calendário Juliano, da Era de Cristo, teve início e fim na terça-feira, com a letra dominical F.
| ano completo                       |
| ---------------------------------- |
| Ano comum com início à terça-feira |

## Eventos
- 19 de Maio - É eleito o Papa Gregório II

## Mortes
- 9 de Abril - Papa Constantino